# Clase Project V92/I mod. Neftegaz
Los buques de la Clase Neftegaz son una serie de 4 navíos remolcadores y de aviso multipropósito adquiridos a Rusia por el Ministerio de Defensa argentino a través de la Armada Argentina. Originalmente eran usados para la exploración de petróleo y gas, pero en Argentina su principal función será el patrullaje y abastecimiento de las naves que se dirijan a las bases científicas de la Antártida.

## Adquisición
Fueron adquiridos por el gobierno argentino en 2014 tras un acuerdo con el gobierno ruso y una empresa estatal rusa con el Ministerio de Defensa argentino, que llevó a la adquisición del ARA Estrecho de San Carlos, ARA Islas Malvinas, ARA Puerto Argentino y ARA Bahía Agradable por un monto aproximado de 10 millones de dólares.

### Traslado
Los buques fueron trasladados durante 45 días desde los puertos rusos de Múrmansk y Arcángel hasta Buenos Aires, con marineros de ambos países, haciendo escala en San Salvador de Bahía. Se recorrieron alrededor de 16.000 kilómetros, participando 30 tripulantes en cada buque.
Los tripulantes argentinos permanecieron dos meses en Rusia alistando los buques y recibiendo entrenamiento de los operadores rusos, quienes viajaron a la Argentina para continuar con las tareas de adiestramiento. Dos de los cuatro buques fueron asignados a la Base Naval Ushuaia en la provincia de Tierra del Fuego, Antártida e Islas del Atlántico Sur, la tercera a la Base Naval Puerto Belgrano y la cuarta a la Base Naval Mar del Plata, ambas en la provincia de Buenos Aires.

## Función
Las tareas asignadas a estos buques serán funciones de patrullaje, funciones SAR, remolque de buques hundidos y salvamento, científicas, entre otras. Los cuatro avisos, además, son buques polares preparados para desplazar hielo, lo que les permite navegar en la Antártida. Entre otras tareas, también pueden asistir a plataformas marítimas y abastecerlas con combustible y agua potable, pueden remolcar buques en mar y en la Antártida, y asistir en incendios.